# Estación de Embankment
Embankment es una estación del metro de Londres, en el barrio de Victoria Embankment y el entorno de Charing Cross, municipio de Westminster, en Londres, Reino Unido.
Inaugurada en 1870, tiene servicios de las líneas Bakerloo, Circle, District y Northern.